# Sven Vanthourenhout
Pour les articles homonymes, voir Vanthourenhout.
Sven Vanthourenhout né le 14 janvier 1981 à Sint-Joris dans la commune de Beernem, est un coureur cycliste belge, reconverti en directeur sportif, puis sélectionneur.

## Biographie
Courant principalement en cyclo-cross, mais également sur route, Vanthourenhout est un bon « sprinter », comme le prouve sa deuxième place au Championnat de Belgique, en 2008 et sa troisième place au même championnat en 2003.
L'équipe Crelan-Euphony disparait à la fin de la saison 2013 faute d'argent, néanmoins Crelan conserve son soutien financier à deux cyclocrossmen, Vanthourenhout et Sven Nys.
Il a deux cousins cyclistes professionnels, Dieter et Michael, qui courent chez Marlux-Bingoal.
En août 2017, il devient sélectionneur de l'équipe de Belgique de cyclo-cross. En 2021, il est également nommé sélectionneur de l'équipe de Belgique sur route. En quatre ans, il remporte tous les titres masculins possibles sauf le championnat d'Europe du contre-la-montre. Avec Remco Evenepoel, il réalise le doublé course en ligne et contre-la-montre aux Jeux olympiques de 2024, décroche les titres mondiaux sur route en 2022 et du contre-la-montre en 2023 et 2024. À domicile, il décroche également le titre européen sur route en 2024 avec Tim Merlier. Il quitte la sélection belge à l'issue de la saison 2024 avec 16 médailles (sur route) : 4 médailles en 2 éditions des JO (dont 2 médailles d'or), 6 médailles en 4 championnats du monde (dont 2 médailles d'or) et 6 médailles en 4 championnats d'Europe (dont 1 médaille d'or), bien aidé par le duo Evenepoel - Van Aert qui à eux seuls ont remporté 14 des 16 médailles.

## Palmarès en cyclo-cross
- 1996-1997

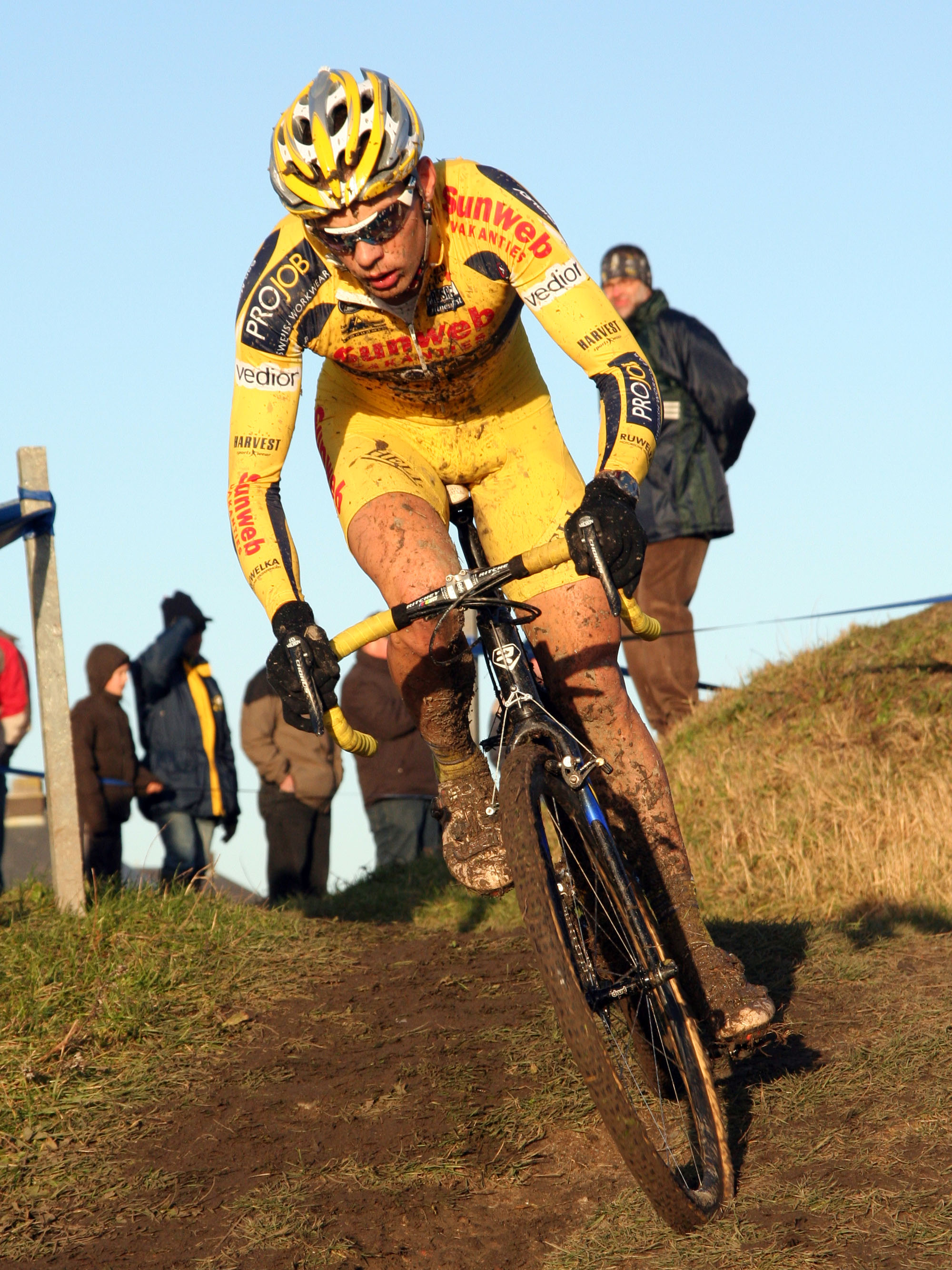
Au cyclo-cross de la Mer du Nord (Noordzeecross), en 2007, à Middelkerke..

  -  Champion de Belgique de cyclo-cross cadets

- 1997-1998
  -  Champion de Belgique de cyclo-cross juniors

- 1998-1999
  -  Champion de Belgique de cyclo-cross juniors
  -  Médaillé d'argent du championnat du monde de cyclo-cross juniors

- 1999-2000
  - 3e du championnat de Belgique de cyclo-cross espoirs

- 2000-2001
  -  Champion du monde de cyclo-cross espoirs
  -  Champion de Belgique de cyclo-cross espoirs

- 2001-2002
  - Noordzeecross, Middelkerke
  - Sylvestercross, Veldegem
  - 3e du championnat de Belgique de cyclo-cross

- 2003-2004
  - Vlaamse Houtland Veldrit, Eernegem
  - Kasteelcross, Zonnebeke

- 2003-2004
  - Dudzele
  - Oostende
  - Sylvestercross, Veldegem
  - Grote Prijs Jozef Defoor, Otegem
  - Superprestige #7, Harnes
  -  Médaillé de bronze du championnat du monde de cyclo-cross

- 2004-2005
  - Dudzele
  - Kermiscross, Ardooie
  - Noordzeecross, Middelkerke
  - Superprestige #2, Hamme-Zogge
  - Vlaamse Houtland Veldrit, Eernegem
  - Coupe du monde  #8, Aigle
  - Grote Prijs Jozef Defoor, Otegem
  - Kasteelcross, Zonnebeke
  - Grote Prijs de Eecloonaar, Eeklo
  -  Médaillé de bronze du championnat du monde de cyclo-cross

- 2005-2006
  - Dudzele
  - Internationale Veldrit, Wachtebeke
  - Noordzeecross, Middelkerke
  - Grote Prijs Jozef Defoor, Otegem
  - Kasteelcross, Zonnebeke

- 2006-2007
  - Dudzele
  - Vlaamse Houtland Veldrit, Eernegem
  - Sylvester cyclocross, Torhout
  - Kasteelcross, Zonnebeke

- 2009-2010
  - Ziklo-krossa Saria, Asteasu

- 2011-2012
  - Parkcross Maldegem, Maldegem

### Classements
| Épreuve / Édition       | 2001/2002 | 2002/2003 | 2003/2004 | 2004/2005 | 2005/2006 | 2006/2007 | 2007/2008 | 2008/2009 | 2009/2010 | 2010/2011 | 2011/2012 | 2012/2013 |
| Championnat du monde    | -         | -         | 3e        | 3e        | 17e       | 12e       | 7e        | 7e        | -         | -         | -         | -         |
| Coupe du monde          | 27e       | 9e        | 8e        | 2e        | 9e        | 6e        | 8e        | 8e        | 21e       | 40e       | 24e       | 62e       |
| Superprestige           | 9e        | 10e       | 4e        | 3e        | 4e        | 4e        | 10e       | 11e       | 10e       | 10e       | 11e       | 17e       |
| GVA Trophée             |           | 11e       | 9e        | 2e        | 6e        | 8e        | 10e       | 10e       | 11e       | 11e       | 8e        | 21e       |
| Championnat de Belgique | 3e        | 6e        | 5e        | 5e        | 4e        | 4e        | 9e        | 4e        | 7e        | 6e        | 4e        | -         |

## Palmarès sur route
- 1997
  - 3e du championnat de Belgique sur route cadets
- 2003
  - 3e du championnat de Belgique sur route
- 2008
  - Grand Prix Raf Jonckheere
  - 2e du championnat de Belgique sur route
- 2015
  - 2e étape du Tour du Brabant flamand

### Classements mondiaux
| Année           | 2005 | 2006 | 2007 | 2008 | 2009 | 2010  | 2011  |
| --------------- | ---- | ---- | ---- | ---- | ---- | ----- | ----- |
| UCI Europe Tour | 692e | 623e | 967e | 227e | 880e | 1186e | 1259e |

## Distinctions
- Vélo de cristal du meilleur directeur sportif en 2022 et 2024